# 妖都
『妖都』（ようと）は、津原泰水の小説。現名義での再デビュー作である。講談社より、1997年に単行本（書き下ろし）、2001年に文庫版が刊行された。装丁は金子國義による。
「怪奇幻想譚」と銘打たれている。
ホラーブームの最中の刊行であり、オビ文にも「ホラー」の表記があるが、著者はホラーとして物した作品ではないと語っている。
講談社版は絶版となっているが、2019年11月、早川書房ハヤカワ文庫JAから再刊（紙書籍、電子書籍同時発売）された。
装画は講談社版を踏襲しているが、装丁は、2015年に死去した金子國義に替わり、松木美紀が担当している。

## あらすじ
〈CRISIS〉のヴォーカリストであるチェシャが自殺してから、東京には死者が徘徊し始めた。平凡な大学生だった鞠谷雛子も、幽霊の目撃を契機として、不可思議な変容を始める。

## 登場人物
鞠谷雛子（まりやひなこ）
橙林学院大の学生。英文科1年。
甘粕緑朗（あまかすろくろう）
橙林学院大の学生。軽音楽同好会〈ローレライ〉所属。
蓮見公甫（はすみこうすけ）
橙林学院大の学生。軽音楽同好会〈ローレライ〉所属。
岸轍（きしとおる）
橙林学院大の学生。軽音楽同好会〈ローレライ〉所属。
草薙巽（くさなぎたつみ）
ヴィジュアル系バンド〈CRISIS〉のヴォーカル。芸名チェシャ。
周防馨（すおうかおり）
高校1年生。
日暮留美（ひぐらしるみ）
中学生。
尾瀬郁央（おぜいくお）
幽霊。鞠谷雛子の中学時代の同級生。

## 刊行の経緯
当時、著者は「津原やすみ」名義での執筆の場を主に講談社に置いており、本作はマガジン・ノベルスからの依頼に応じて着手された。しかし内容の過激さから出版を拒否される。発表の目処のつかないまま完成した本作は、綾辻行人より宇山日出臣へ推薦され、文芸図書第三出版部（文三）からの出版が決定した。綾辻とは当時ニフティサーブでの津原の発言をきっかけとした交友があり、本作の執筆中、バイクの描写について協力を得ていたために、完成原稿を送付したと津原は語っている。この原稿には続けて小野不由美も目を通しており、刊行された単行本の帯には両名共推薦文を寄せている。
文三からの刊行に際し、マガジン・ノベルスの責任者からは巨大な薔薇の花束が贈られたという。
単行本、講談社文庫版共に、装丁は金子國義による。
装丁の希望を問われた津原が金子の名を挙げると、宇山は著者自ら依頼に出向くよう指示した。津原自身が担当編集者を伴って金子の自宅を訪問したことは、後年に続く金子との親密な交流の契機となったエピソードであり、たびたび語られている。
2019年刊行のハヤカワ文庫版では、2015年に死去した金子國義に替わり、金子と懇意であった松木美紀が装丁を担当している。
「死者が東京を徘徊する」というモチーフは、もともと脚本家小中千昭の案である。小中の原案をそれぞれに書くという企画であったが、小中版は多忙のため頓挫。完成した津原版は結局は原案と懸け離れたものとなったため、その経緯を付記することは為されなかった。

## 書籍情報
- 『妖都』講談社／単行本／1997年10月
- 『妖都』講談社／文庫／2001年6月
- 『妖都』早川書房／文庫／2019年11月
- 『妖都』早川書房／電子書籍／2019年11月